# Leonard Leisching
Leonard John "Len" Leisching, född 11 september 1934, död 25 februari 2018, var en sydafrikansk före detta boxare.
Leisching blev olympisk bronsmedaljör i fjädervikt i boxning vid sommarspelen 1952 i Helsingfors.